# Premi Ciutat de Vila-real
El Premi Ciutat de Vila-real és un guardó literari creat el 1981 per l’Ajuntament de Vila-real, localitat situada a la Comunitat Valenciana, Espanya.

## Trajectòria[calcitació]
Aquest premi accepta propostes de totes les procedències i compta amb 37 anys d’història. Va nàixer amb la finalitat de premiar una novel·la en valencià que tinguera potencial per a ser publicada i fora totalment inèdita.
El primer certamen va tenir el nom de Certamen Literari Ciutat de les Taronges, es va realitzar l’any 1981 i va comptar amb tres categories: Premi Flor Natural, Premi Taronja d’Or i Premi Taronja d’Argent.
L’any 1982 el premi en va mantenir el nom però va canviar les categories, que van passar a ser-ne només dues: Premi Taronja d’Or i Premi Nacional de Periodisme Mandarina d’Or.
L’any següent, vist l’èxit del certamen, s’hi van incloure dues categories noves: Premi Tarongina d’Argent i Premi Flor Natural.
El premi va obrir una nova etapa el 1984 i va canviar el nom per Premis Ciutat de Vila-real, una denominació que va romandre intacta i amb premi anual de 1984 a 2009. El 1984 les categories eren tres: Premi Flor Natural, Premi Taronja de Plata, Premi Tarongina de Plata.
L’any 1987 es van canviar les categories i van quedar així: Premi de Poesia i Premi d’Assaig. L’any següent, el 1988, es va afegir a les categories anteriorment esmentades el Premi de Narrativa.
El premi va mantenir la mateixa vigència i les mateixes categories fins a l’any 2000, quan es va incloure el Premi al Teatre, que va tenir una gran acollida i multitud de candidats hi van presentar les seues obres.
Des de 2012 fins a 2016 el premi va mantenir el nom i una única categoria: Premi de Narrativa. El 2017 es va ampliar una vegada més: obra en valencià i obra en castellà. Actualment, el guardó té com a premi 6.000 euros per a la novel·la guanyadora en valencià i 2.000 euros per a l’obra guanyadora en castellà. La novel·la guanyadora és publicada per l'editorial triada per l’Ajuntament, a més de la quantia econòmica.

## Guanyadors
| 1981 | Joan Vila i Vila                                                           | ‘'Ciutat d’amor amb portes de silenci                                                               | ‘’Premi Flor Natural’'                        |
| 1981 | Jacinto Heredia Robres                                                     | ‘'Domini d’aloses                                                                                   | ‘’Premi Taronja d’Or’'                        |
| 1981 | Pasqual Manuel Tirado i Gimeno                                             | ‘’Recordant                                                                                         | ‘’Premi Taronja d’Argent’'                    |
| 1982 | Fernando Carbó Aguilar                                                     | ‘’Prisma: historia de una epopeya                                                                   | ‘’Premi Flor Natural’’                        |
| 1982 | María Dolores Carda Mononis                                                | 1946                                                                                                | ‘’Premi Taronja d’Or'                         |
| 1982 | José Pascual Serrano Rovira                                                | ‘'Villarreal y sus naranjas                                                                         | ‘’1982                                        |
| 1983 | Arsenio Pastor Montero                                                     | ‘'Jardín de Hesperia                                                                                | ‘’Premi Flor Natural                          |
| 1983 | Antoni Pitarch Font                                                        | ‘'Per romandre                                                                                      | ‘’Premi Taronja d’Or                          |
| 1983 | Samuel Garrido Herrero                                                     | Aldarull                                                                                            | ‘’Premi Tarongina d’Argent                    |
| 1983 | Isidro Guardia Abella                                                      | ‘'Leopoldo Arribas                                                                                  | ‘’Premi Nacional de Periodisme Mandarina d’Or |
| 1984 | Juli Avinent Martínez                                                      | ‘’N'ayez les cuers contre nous endurcis                                                             | ‘’Premi Flor Natural’'                        |
| 1984 | Juan Damià Bautista i Garcia                                               | Viatgers                                                                                            | ‘’Premi Taronja de Plata’’                    |
| 1984 | Emili M. Obiol Menero                                                      | ‘’Colera nostras                                                                                    | ‘’Premi Tarongina de Plata’'                  |
| 1985 | Mª Soledat González Felip                                                  | ‘'Els tolls de pluja són infinits                                                                   | ‘’Premi Taronja d’Or’'                        |
| 1986 | Manuel Villarreal Casalta                                                  | ‘'Oronetes d’hivern’'                                                                               | ‘’Premi Taronja de Plata’'                    |
| 1986 | Magí Arroyas Serrano                                                       | ‘'Gent d’ahir, costums d’avui’'                                                                     | ‘’Premi Tarongina de Plata’'                  |
| 1986 | Miquel López Crespí                                                        | Tatuatges                                                                                           | ‘’Premi Taronja d’Or’'                        |
| 1986 | Antoni Pitarch Font                                                        | ‘'El rei del cavallet                                                                               | ‘’Premi Taronja de Plata’'                    |
| 1986 | Joan F. Bernat Esplugues                                                   | ‘'Crisi de mortalitat, actuacions i conseqüències’'                                                 | ‘’Premi Tarongina de Plata’'                  |
| 1987 | Enric Dobón i Gómez                                                        | ‘'I em faré trobador del teu somriure                                                               | ‘’Premi Poesia                                |
| 1987 | Vicent L. Salavert Fabián                                                  | ‘'Aproximació a la Germania a Vila-real (1520-1521))’’                                              | ‘’Premi Assaig                                |
| 1988 | Manuel Gracia i Grau                                                       | ‘'Escenalls dels miratges                                                                           | ‘’Premi Poesia                                |
| 1988 | Antoni Albalat Salanova                                                    | ‘'Aviram spars                                                                                      | ‘’Premi Narrativa                             |
| 1988 | Vicent Gil Vicent                                                          | ‘'Una societat trencada: botiflers i maulets a la Vila-real de la transició borbònica (1706-1735)’’ | ‘’Premi Assaig                                |
| 1989 | Mª Soledat González Felip                                                  | ‘’L'edat deserta                                                                                    | ‘’Premi Poesia                                |
| 1989 | Mª Dolors Carda i Monzonís                                                 | ‘'El lèxic dels adolescents de Vila-real‘'                                                          | ‘’Premi Assaig                                |
| 1989 | Pascual Mezquita i Santiago Vilanova                                       | ‘'Vida i mort a Vila-real en el segle XIX‘'                                                         | ‘’Premi Assaig                                |
| 1990 | Ferran Colom Ortiz                                                         | ‘'Dels miralls i la terra obaga                                                                     | ‘’Premi Poesia                                |
| 1990 | Vicent Fausto Manzano                                                      | ‘’Pare, anem                                                                                        | ‘’Premi Narrativa                             |
| 1990 | Joan Bernat Esplugues                                                      | ‘'Bibliografia de temes vila-realencs‘'                                                             | ‘’Premi Assaig                                |
| 1991 | Mª Soledat González Felip                                                  | ‘'Aprenc la separació                                                                               | ‘’Premi Poesia                                |
| 1991 | Manuel Villarreal Casalta                                                  | ‘'El secret de la torre                                                                             | ‘’Premi Narrativa                             |
| 1991 | Miguel M. Llop Díaz Cano                                                   | ‘'La pronunciació anglesa a l’aula i el seu perfeccionament                                         | ‘’Premi Assaig                                |
| 1992 | Mª Soledat González Felip                                                  | ‘'Afegiràs abril                                                                                    | ‘’Premi Poesia                                |
| 1992 | Vicent Usó i Mezquita                                                      | ‘'La cançó de la terra estimada                                                                     | ‘’Premi Narrativa                             |
| 1992 | Pascual García Sales                                                       | ‘'Aspectes arquitectònics del Vila-real de primeries de segle‘'                                     | ‘’Premi Assaig                                |
| 1993 | Josep Lluís Abad Bueno                                                     | Transperències                                                                                      | ‘’Premi Poesia                                |
| 1993 | Juan Pla Villar                                                            | ‘'Marta i el geni del molí                                                                          | ‘’Premi Narrativa                             |
| 1993 | Modest Barrera Aymerich                                                    | ‘’Família, patrimoni i dona al Vila-real de l’antic règim‘'                                         | ‘’Premi Assaig                                |
| 1994 | Mª Soledat González Felip                                                  | ‘'Mar d’heura’'                                                                                     | ‘’Premi Poesia                                |
| 1994 | Esteban Carda Rius                                                         | ‘'Senyals de clarió                                                                                 | ‘’Premi Narrativa                             |
| 1994 | José A. del Pozo Chacón                                                    | ‘'Prohoms i camperols: espai agrari i poder local a Vila-real (1362-1386)’’                         | ‘’Premi Assaig                                |
| 1995 | Alícia Tello Garcia                                                        | Hologrames                                                                                          | ‘’Premi Poesia                                |
| 1995 | Vicent Usó i Mezquita                                                      | ‘'I en els arbres i en el vent                                                                      | ‘’Premi Narrativa                             |
| 1995 | Joaquín Aparici Martí                                                      | ‘'Producció manufacturera i comerç a Vila-real (1360-1529‘’                                         | ‘’Premi Assaig                                |
| 1996 | Carme Rufino i Rey                                                         | ‘'Arrels de sal                                                                                     | ‘’Premi Poesia                                |
| 1996 | Vicent Fausto Manzano                                                      | Carmesina                                                                                           | ‘’Premi Narrativa                             |
| 1996 | Mª Lidón Fabra Galofre                                                     | ‘’L'expressió del rerefons social com a element essencial en la poètica del pintor Josep Gumbau     | ‘’premio                                      |
| 1997 | Antoni Albalat Salanova                                                    | ‘'Llibre dels grills                                                                                | ‘’Premi Poesia                                |
| 1997 | Vicent Fausto Manzano                                                      | ‘'La reina Pinella                                                                                  | ‘’Premi Narrativa                             |
| 1997 | Enric Gimeno Estornell i Dolores Gimeno Vidal                              | ‘'La cançó popular en la primera meitat del segle XX a Vila-real‘'                                  | ‘’Premi Assaig                                |
| 1998 | Josep Lluís Abad Bueno                                                     | ‘'Passarel·la                                                                                       | ‘’Premi Poesia                                |
| 1998 | Jordi Colonques Bellmunt                                                   | ‘'Tothom sap que dos i dos fan quatre                                                               | ‘’Premi Narrativa                             |
| 1998 | Josep Benedito, Fernando López i José M. Melchor                           | ‘’L'arquitectura tradicional a Vila-real‘'                                                          | ‘’Premi Assaig                                |
| 1999 | Joan Garí Coflent                                                          | ‘'Poema d’amor en dos temps                                                                         | ‘’Premi Poesia                                |
| 1999 | Elies Barberà Bolinches                                                    | ‘'Quaranta contes breus i un llarguíssim poema d’amor                                               | ‘’Premi Narrativa                             |
| 2000 | Joan Baptista Campos Cruañes                                               | Istanbul                                                                                            | ‘’Premi Poesia                                |
| 2000 | Francesc Mezquita Broch                                                    | ‘'Els viatges de la natura                                                                          | ‘’Premi Narrativa                             |
| 2000 | María José Badenas Población                                               | ‘'El garrofer en un municipi creixent, Vila-real’’                                                  | ‘’Premi Assaig                                |
| 2000 | Pasqual Mas i Usó                                                          | ‘'Estratègia per a una ciutat d’ombres                                                              | ‘’Premi Teatre                                |
| 2001 | Josep Lluís Abad Bueno                                                     | ‘’D'amors i d'altres constel·lacions’'                                                              | ‘’Premi Poesia                                |
| 2001 | Vicent Pallarés i Porcar                                                   | ‘'Retalls de vellut gris                                                                            | ‘’Premi Narrativa                             |
| 2001 | Manel Rodríguez Castelló                                                   | ‘'Els dies contats                                                                                  | ‘’Premi Assaig                                |
| 2001 | Albert Hernández i Xulvi                                                   | Amigues                                                                                             | ‘’Premi Teatre                                |
| 2002 | Alexandre Navarro i Tomás                                                  | ‘'La part del centaure                                                                              | ‘’Premi Poesia                                |
| 2002 | Joan Pinyol i Colom                                                        | ‘'Stòikov i Sofia                                                                                   | ‘’Premi Narrativa                             |
| 2002 | Mary E. Farrell Kane                                                       | ‘'Crêpes aux bananes                                                                                | ‘’Premi Assaig                                |
| 2002 | Josep Ll. Roig i Sala                                                      | ‘'Presoners de l’aigua                                                                              | ‘’Premi Teatre                                |
| 2003 | Lola González Montolio                                                     | ‘'A partir dels lliris soterrats                                                                    | ‘’Premi Poesia                                |
| 2003 | Ramon Monton Lara                                                          | ‘'La pàtria del coribant                                                                            | ‘’Premi Narrativa                             |
| 2003 | Jacinto Heredia Robres                                                     | ‘'Cent fites urbanes a Vila-real‘'                                                                  | ‘’Premi Assaig                                |
| 2004 | Albert Hernández i Xulvi                                                   | ‘'Sense papers: obra d’un acte’'                                                                    | ‘’Premi Teatre                                |
| 2005 | Lola González Montolio                                                     | ‘'La llavor del silenci                                                                             | ‘’Premi Poesia                                |
| 2005 | Francesc Giralt Vilella                                                    | Pèrdues                                                                                             | ‘’Premi Narrativa                             |
| 2005 | Vicent Fausto i Manzano                                                    | ‘'Lèxic vila-realenc en perill d’extinció‘'                                                         | ‘’Premi Assaig                                |
| 2006 | Josep Ll. Roig i Sala                                                      | Desàngel                                                                                            | ‘’Premi Teatre                                |
| 2008 | Teresa Serramià i Samsó                                                    | Contrapicat                                                                                         | ‘’Premi Poesia                                |
| 2008 | Jeremías Soler Giménez                                                     | Llunyanies                                                                                          | ‘’Premi Narrativa                             |
| 2008 | Onofre Flores Sacristán                                                    | ‘'La banda de música de Vila-real‘'                                                                 | ‘’Premi Assaig                                |
| 2009 | Glòria Calafell Martínez                                                   | ‘’No·m fall recort del temps’'                                                                      | ‘’Premi Poesia                                |
| 2009 | Domingo Font Pitarch                                                       | ‘'Els bombardejos de Vila-real durant la Guerra Civil (1936-1939)’’                                 | ‘’Premi Assaig                                |
| 2010 | Joan Tripiana Traver                                                       | ‘'El banquet anònim                                                                                 | ‘’Premi Narrativa                             |
| 2010 | Onofre Flores Sacristán                                                    | ‘’Vila-realencs per a recordar II                                                                   | ‘’Premi Assaig                                |
| 2011 | Pascual L. Segura Moreno, Carmela Falomir Ventura, Leandre Adsuara Llorens | ‘'Els panells ceràmics devocionals de Vila-real‘'                                                   | ‘’Premi Assaig                                |
| 2012 | J. Garí                                                                    | ‘'El balneari                                                                                       | ‘’Premi Narrativa                             |
| 2013 | Domènec Marzà                                                              | ‘'Passat en net (1996-2006)’’                                                                       | ‘’Premi Narrativa                             |
| 2014 | Josep Lluís Roig                                                           | ‘'Resurrecció i mort de G.T.’’                                                                      | ‘’Premi Narrativa                             |
| 2017 | Salvador Belenguer Dolç                                                    | ‘’L'abraçada necessària                                                                             | ‘’Premi Narrativa                             |
| 2017 | Gonzalo Calcedo                                                            | ‘’ Senectus                                                                                         | ‘’Premi Narrativa                             |
| 2018 | Andreu Martín                                                              | ‘’Els tres amants i la mort                                                                         | ‘’Premi Narrativa                             |
| 2018 | Alberto Valle                                                              | ‘’ Morir                                                                                            | ‘’Premi Narrativa                             |